# Ars (Charente)
Ars ist eine französische Gemeinde mit 689 Einwohnern (Stand 1. Januar 2022) im Département Charente. Die Einwohner nennen sich Les Arsais.

## Geografie
Die Gemeinde liegt an der Grenze zum Département Charente-Maritime, acht Kilometer südwestlich der Stadt Cognac, weiträumiger gesehen etwa auf halbem Wege zwischen Angoulême und der Atlantikküste. Auf Höhe von Ars beginnt der Canal du Né, der kanalisierte Abschnitt des Flusses Né.
Die Nachbargemeinden sind Salignac-sur-Charente im Norden, Merpins im Nordosten, Gimeux im Osten, Celles im Süden, Coulonges im Südwesten und Pérignac im Westen.

## Sehenswürdigkeiten
- Château d’Ars, ein Schloss aus dem 17. Jahrhundert
- Historischer Gebäudekomplex, der die Kirche Saint-Maclou aus dem 7. Jahrhundert und die Gemeindeverwaltung (Mairie) einschließt; der Glockenturm ist auf das Jahr 1596 datiert
- Kriegerdenkmal

## Persönlichkeiten
- Dominique Dupuy (* 1957), Autorennfahrer

## Einwohnerentwicklung
| Jahr      | 1962 | 1968 | 1975 | 1982 | 1990 | 1999 | 2007 | 2017 |
| --------- | ---- | ---- | ---- | ---- | ---- | ---- | ---- | ---- |
| Einwohner | 404  | 417  | 482  | 639  | 750  | 746  | 725  | 723  |